# 建業實業
建業實業有限公司，簡稱建業實業（英語：Chinney Investments, Limited，港交所：0216）是香港的企業，由1959年由多名投資者創立，前身為「力士塑膠有限公司」或「力士地產有限公司」，主要業務物業發展；作租賃用途之物業投資、酒店、製造及買賣成衣。當時大股東為查濟民家族持有。
1987年，由王世榮委任主席。其股份自1973年在香港交易所主板上市。總部位於香港上環干諾道中111號永安中心23樓，主要地區包括香港、中國等地區。旗下上市公司漢國置業有限公司，以及建聯集團有限公司。
曾代理德律風根、建泰等品牌電器產品，也因為受到銷售欠佳影響而終止。
2000年11月2日，建聯集團有限公司收購太古工程設備有限公司的全部擁有權及控制權，而太古工程將易名為建聯工程有限公司。

## 連結
- Chinney.com.hk （页面存档备份，存于）
- 建聯工程有限公司 （页面存档备份，存于）